# Barajas
Barajas es uno de los 21 distritos que conforman la ciudad de Madrid, organizado administrativamente en los barrios de Alameda de Osuna (21.1), Aeropuerto (21.2), Casco histórico de Barajas (21.3), Timón (21.4) y Corralejos (21.5).

## Historia

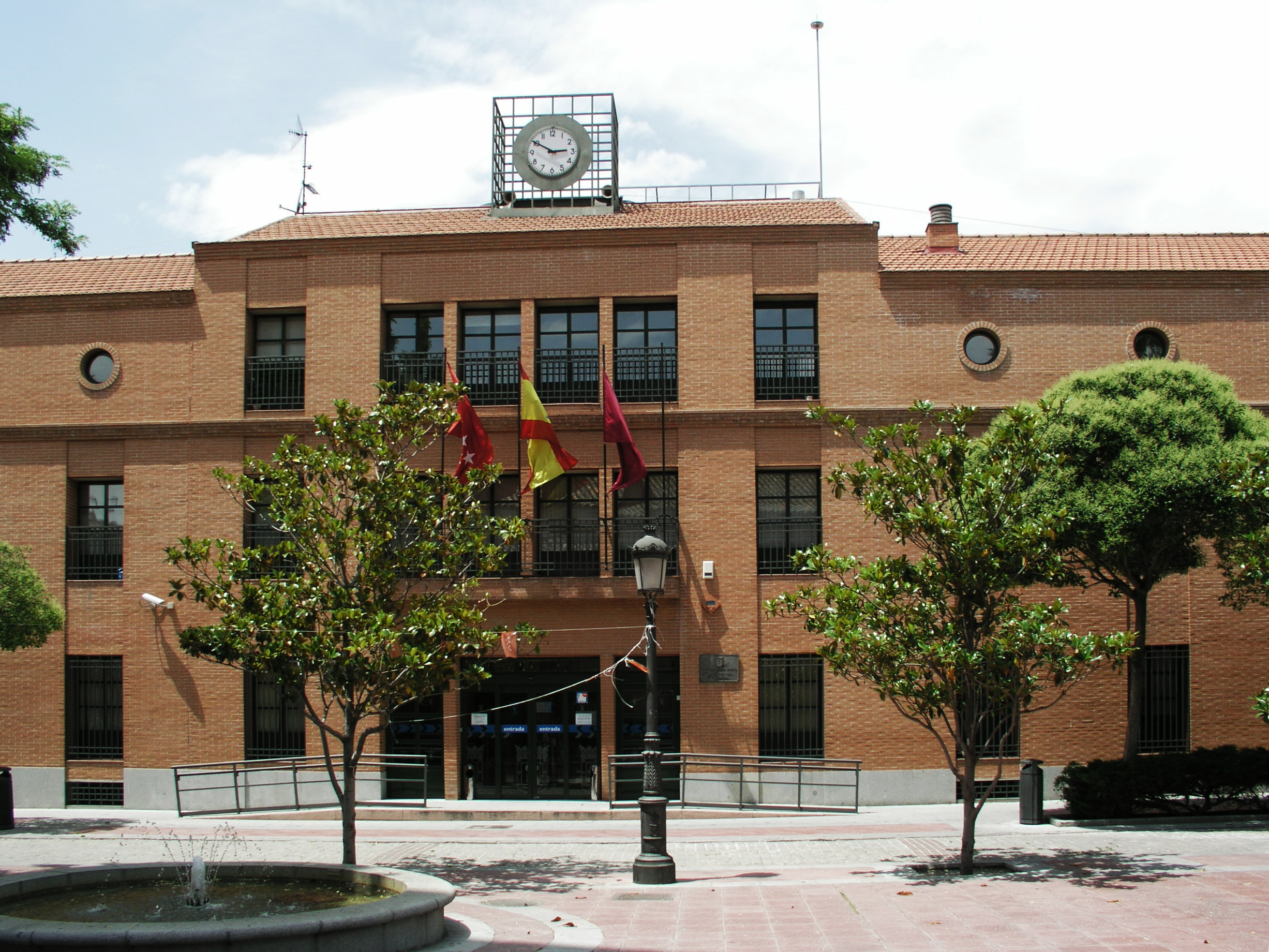
Junta Municipal del distrito de Barajas, situada en el número 1 de la plaza del Mercurio del barrio de casco histórico de Barajas

### Orígenes
Hacia mediados del siglo XIX, el lugar, por entonces con ayuntamiento propio, tenía contabilizada una población de 1025 habitantes. La localidad aparece descrita en el tercer volumen del Diccionario geográfico-estadístico-histórico de España y sus posesiones de Ultramar de Pascual Madoz de la siguiente manera:

BARAJAS DE MADRID: v. con ayunt. de la prov., adm. de rent., aud. terr. y c. g. de Madrid (2 leg.), part. jud. de Alcalá de Henares (3), dióc. de Toledo (14): sit. en un llano al E. de la cap. de la prov., con una pequeña elevacion al N., combatida de los vientos N. y O. que producen un clima frio y se padecen calenturas intermitentes, tercianas y algunas pulmonias: tiene 280 casas distribuidas en 18 calles y 2 plazas; la consistorial construida en 1843, y cárcel en el mismo edificio; escuela de primera educacion, dotada con 3,300 rs.: á la que concurren 50 niños; igl. parr., con la advocacion de la Cátedra de San Pedro en Antioquia; el párroco se titula capellan mayor, es de presentación del Excmo. Sr. conde de Cerbellon, y tiene aneja la igl. del inmediato l. de la Alameda; hay 1 conv. que perteneció á los religiosos franciscos, sin destino alguno en el día; cementerio que no perjudica á la salubridad, y en los afueras al S. de la pobl. 1 ermita dedicada á Ntra. Sra. de la Soledad. Confina el térm. por N. con Fuente el Fresno; E. Paracuellos; S. la Alameda, y O. Horlaleza y Alcobendas; dist. 1 leg. los dos primeros, 1/2 el tercero y 2 el último; en él se encuentran los famosos prados de la Muñoza, y el cas. de Corralejos, que fué de las monjas de Sto. Domingo el Real de Madrid; 4 fuentes de esquisitas aguas, de que hacen uso los vec. por no haber ninguna dentro de la pobl.: el terreno es de mediana calidad, y comprende 3,000 fan., de las cuales son 400 de primera suerte, 800 de segunda, y 1,800 de tercera; le cruza el r. Jarama, sobre el que hay 1 puente llamado de Viveros; caminos: atraviesa la carretera general de Aragon en muy mal estado; los que conducen á los pueblos inmediatos se hallan bastante bien conservados, merced á lo llano y benigno del terreno; el correo se recibe en el puente Viveros los martes, jueves y sábados, y sale los lunes, miércoles y viernes; prod.: trigo, cebada, centeno, algarrobas, garbanzos, guisantes, almortas, verduras con abundancia, poca fruta y algun vino; se cria ganado lanar, mular y vacuno; caza de liebres, conejos y perdices, y pesca de anguilas y barbos en el Jarama; el comercio consiste en sus granos, y paja que conducen á Madrid; pobl.: 260 vec., 1,025 alm.; cap. prod.: 7.980,683 rs.; imp.: 310,368; contr.: segun el cálculo general de la prov. el 11 p. 0/0; presupuesto municipal; 17,500 rs., del que se pagan 3,300 al secretario, y se cubre con el prod. de los abastos y repartimiento vecinal.
A esta pobl. pasó el duque de Alba, en 1580, á esperar las órdenes del rey, para ir á entregarse del ejército que habia de conquistar al Portugal. Conocía el rey que esta era empresa aventurada, fiándola á otro: el duque se hallaba desterrado de su orden por haber favorecido la fuga de su hijo D. García; Felipe, que supo reservar para la ocasion el hombre, llegado, echó mano de él á pesar de su ofensa; le encargó la empresa de gloria para la que era á propósito, y el de Alba respondió á la grandeza de su soberano.
(Madoz, 1846, pp. 373-374)

El municipio de Barajas de Madrid desapareció al integrarse en el término municipal de Madrid el 31 de marzo de 1950, tal y como lo hicieron Chamartín de la Rosa, Hortaleza, Canillas, Canillejas, Vallecas, Vicálvaro, Carabanchel Alto, Carabanchel Bajo, Aravaca, El Pardo, Fuencarral y Villaverde entre junio de 1948 y julio de 1954. El entonces municipio de Barajas se extendía por el barrio hoy conocido como Casco Histórico de Barajas, al este de la actual avenida de Logroño (carretera de Madrid a Paracuellos de Jarama). El 27 de marzo de 1987 el Pleno del Ayuntamiento de Madrid acordaba la creación del distrito de Barajas. El 13 de julio de 1988 se celebraba la sesión constitutiva del distrito presidida por el entonces alcalde de Madrid Juan Barranco y el concejal-presidente Eugenio Morales Tomillo.

### Desarrollo
A raíz de la construcción del aeropuerto de Madrid-Barajas, en el entonces término municipal de Barajas, y tras crecer la actividad del recinto, Barajas comenzó a crecer, uniéndose con el tiempo con el recinto aeroportuario y el barrio de la Alameda de Osuna, que pertenecía a Madrid desde el siglo XIX.
La presencia del recinto aeroportuario tan cerca de los vecinos ha sido a la vez motivo de crecimiento del distrito y de reivindicaciones vecinales por los ruidos generados por el tráfico aéreo.
Una vez quedó unido el término municipal de Barajas a Madrid, quedó definido el distrito tras la última ordenación como el terreno comprendido entre los límites con los términos municipales de Alcobendas, Paracuellos de Jarama, San Fernando de Henares, la autovía del Nordeste, la autopista M-40 y la autopista M-11. El límite entre Barajas y Hortaleza al norte de la M-11 y hasta el límite con Alcobendas es difuso, pues no coincide con vías urbanizadas.
Años después de unirse Barajas a Madrid como un distrito más, empezó a crecer al oeste del casco histórico y de la Alameda de Osuna, apareciendo los barrios de Timón (al oeste del casco histórico) y Corralejos (al oeste de la Alameda de Osuna), destacando en el segundo la creación del área empresarial del Campo de las Naciones y el parque Juan Carlos I.
Además del PAU de Barajas, que ha unido por completo el casco histórico al barrio de Timón y éste a Corralejos, tan sólo separados por la M-11, se ha construido el PAU de Valdebebas, situado al norte del barrio de Timón y al oeste de la terminal 4 del aeropuerto de Madrid-Barajas.
El 29 de junio de 2021 se aprobó en el pleno del Ayuntamiento de Madrid la delimitación del distrito. Una parte de la modificación incluía un intercambio con el distrito de Hortaleza. Este intercambio significó que el barrio de Alameda de Osuna ganaba un terreno en el suroeste del distrito que antes pertenecía al barrio de Palomas (incluyendo el comienzo del paseo de la Alameda de Osuna perpendicular a la Avenida de América y la zona de las dos garitas del parque de El Capricho) pero a cambio perdía unas viviendas de la zona Las Cárcavas y la zona residencial de Valdebebas, que pasaban a formar parte del barrio de Valdefuentes. En consecuencia, Barajas vio reducido significativamente su población y su territorio en Valdebebas ya que solo ha quedado para una zona de servicios. Ejemplo de ello son el Hospital de Emergencias Enfermera Isabel Zendal, el Campus de la Justicia de Madrid, la Ciudad Real Madrid, y la ampliación de los recintos de IFEMA utilizada para el festival de música Mad Cool. Asimismo, se cambió el límite del barrio de Aeropuerto para incluir el aparcamiento de Exolum y el acceso a la PR Central (anteriormente formaban parte del barrio de casco histórico de Barajas).
Otras carreteras que pasan por el distrito son la M-13 (eje este-oeste) que enlaza con la M-11, la M-12 (eje norte-sur) que es una autopista de peaje que permite el acceso directo a la T4, la M-14 y la carretera M-111 que conduce a Paracuellos de Jarama; y la M-14 (troncal) que permite el acceso directo a las terminales T1, T2 Y 73 del aeropuerto.

## Límites
Su ubicación geográfica viene definida por los siguientes términos urbanos:
- Por el norte, con el municipio de Alcobendas con el que conecta a través de la M-12 y de la carretera de Alcobendas a Barajas.
- Por el sur, con la avenida de América y la autovía del Nordeste (A-2) con el distrito de San Blas-Canillejas (barrio de Rejas).
- Por el este, con el municipio de Paracuellos de Jarama con el que conecta a través de la carretera M-111 y el núcleo de población de Los Berrocales del Jarama.
- Por el oeste, con el distrito de Hortaleza a través de la avenida de Logroño (lindando con el barrio de Palomas), la autovía M-40, la carretera M-12, la glorieta del Río Urubamba (lindando con el barrio de Canillas), la calle Ribera del Loira (lindando con el barrio de Valdefuentes), la glorieta de Edimburgo, la calle Ribera del Sena, la rotonda que da acceso a la carretera M-11, con la rotonda que da acceso a la calle Francisco Umbral, la propia calle Francisco Umbral (los números pares), una mitad de la glorieta Pascual Bravo, una mitad de la glorieta Manuel Muñoz Monasterio, un cuarto de la glorieta Isidro González, la avenida de las Fuerzas Armadas (los números pares), una mitad de la glorieta Antonio Perpiñá, la calle Juan Antonio Samaranch (los números pares), un cuarto de la glorieta José María García de Paredes, una parte de la glorieta José Benito de Churriguera, la calle José Antonio Fernández Ordóñez (los números pares), una parte de la glorieta Javier Bellosillo, y la rotonda adyacente que conecta con el puente de la Concordia.[9]

## Demografía
| Gráfica de evolución demográfica de Barajas de Madrid entre 1842 y 1940 |
| |
| Población de derecho según los censos de población del INE Población de hecho según los censos de población del INEEn este censo se denominaba Barajas: 1842 Entre el censo de 1950 y el anterior, este municipio desaparece porque se integra en el municipio 28079 (Madrid) |

## Transportes

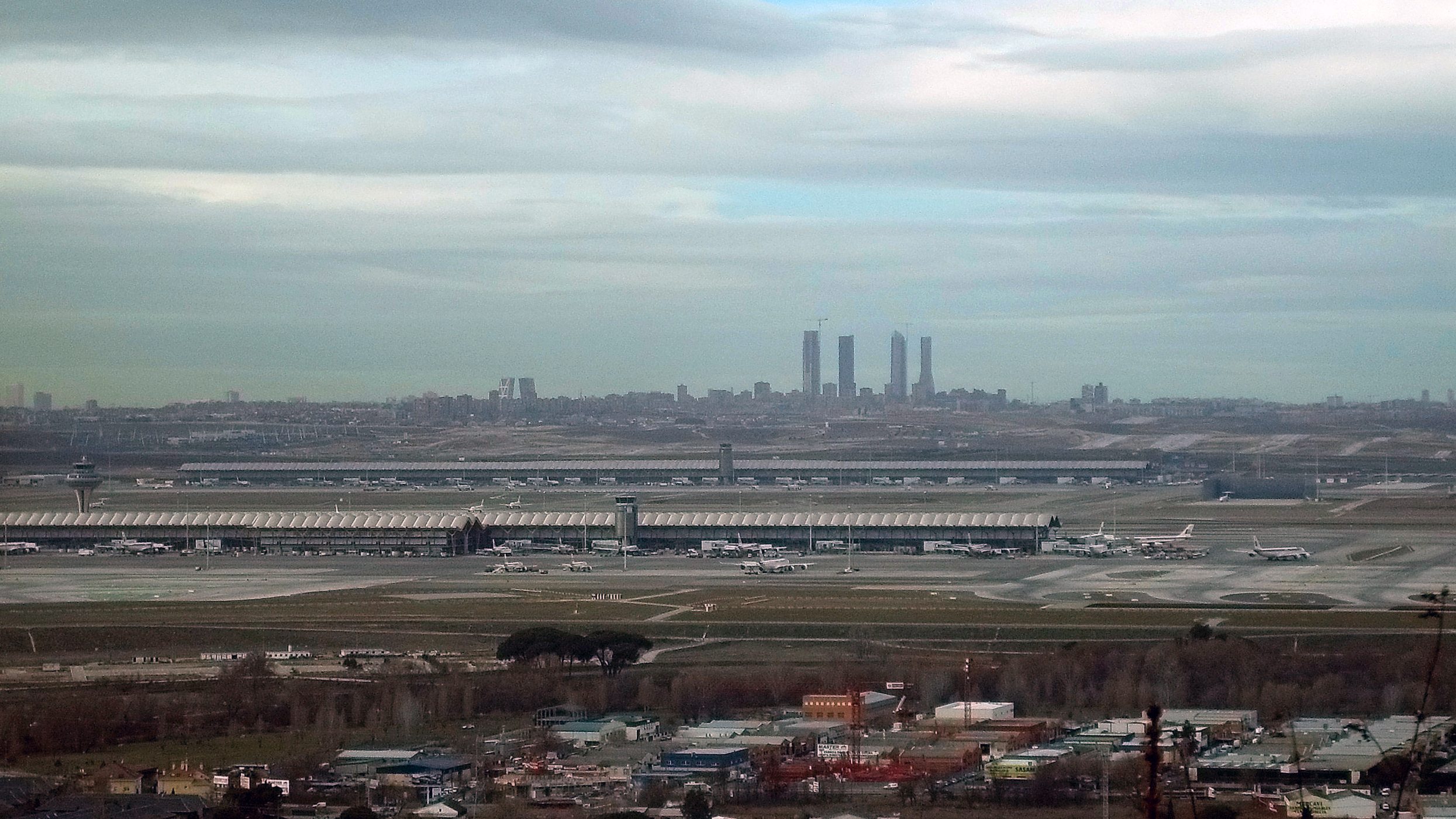
Vista desde el mirador de Paracuellos de Jarama. Al fondo, el norte de la ciudad de Madrid, con sus característicos rascacielos. Más adelante, el Aeropuerto de Barajas

### Metro de Madrid
Línea 5. Tiene dos estaciones dentro del distrito desde 2006:
- El Capricho que presta servicio a la zona sur del barrio de Alameda de Osuna.
- Alameda de Osuna que presta servicio a la parte septentrional del barrio homónimo.

 Línea 8. Tiene cuatro estaciones dentro del distrito:
- Feria de Madrid que presta servicio al barrio de Corralejos.
- Aeropuerto T1-T2-T3 que presta servicio a las terminales 1, 2 y 3 del Aeropuerto Adolfo Suárez Madrid-Barajas.
- Barajas que presta servicio al barrio de Timón y al de casco histórico de Barajas.
- Aeropuerto T4 que atiende a la terminal 4 del Aeropuerto Adolfo Suárez Madrid-Barajas.

### Cercanías
Línea C-1
- Estación de Aeropuerto T4
- Estación de Valdebebas

### Autobuses
Las siguientes líneas de las redes de la Empresa Municipal de Transportes de Madrid y autobuses interurbanos de Madrid prestan servicio a barrios de este distrito:
| Línea             | Vías cubiertas sentido ida | Vías cubiertas sentido vuelta |
| ----------------- | --- | --- |
| 73                | Partenón, Ribera del Sena y Avda. Partenón | Partenón, Ribera del Sena y Avda. Partenón |
| 101               | Jardines de Aranjuez, P.º Alameda de Osuna, Carabela, Avda. de la Hispanidad, Aeropuerto de Madrid-Barajas, Ctra. de Circunvalación, Acuario y Plaza Mayor de Barajas | Plaza Mayor de Barajas, Acuario, Ctra. de Circunvalación, Aeropuerto de Madrid-Barajas, Avda. de la Hispanidad y Avda. de América |
| 104               | Avda. Consejo de Europa, Glorieta S.A.R. Don Juan de Borbón y Battemberg, Ribera del Sena, Ribera del Loira y Partenón | Glorieta S.A.R. Don Juan de Borbón y Battemberg y Avda. Consejo de Europa |
| 105               | Jardines de Aranjuez, P.º Alameda de Osuna, Los Brezos, Avda. de Logroño, Avda. General, Plaza Mayor de Barajas, Timón, Valhondo, Ciclón y Mistral | Mistral, Huracán, Valhondo, Alcañiz, Algemesí, Plaza Mayor de Barajas, Avda. General, Avda. de Logroño, Manuel Aguilar Muñoz y P.º Alameda de Osuna |
| 112               | Avda. Consejo de Europa, Glorieta S.A.R. Don Juan de Borbón y Battemberg, Avda. Capital de España - Madrid, Avda. Partenón, Glorieta de Hamburgo, Vía de Dublín, Glorieta Ermita Virgen de la Soledad, M-11, Avda. de Logroño, San Severo, Brezos, Bahía de Cádiz, Manuel Aguilar Muñoz, Avda. de Cantabria, Plaza del Navío, Plaza del Mar, Cañada Real de Merinas, Medina de Pomar y Trespaderne | Trespaderne, Cañada Real de Merinas, Plaza del Mar, Plaza del Navío, Avda. de Cantabria, Corbeta, Manuel Aguilar Muñoz, Pº Alameda de Osuna, Los Brezos, Avda. de Logroño, M-11, Glorieta Ermita Virgen de la Soledad, Vía de Dublín, Glorieta de Hamburgo, Avda. Partenón, Avda. Capital de España - Madrid, Glorieta S.A.R. Don Juan de Borbón y Battemberg y Avda. Consejo de Europa |
| 114               | Avda. de América, Obenque, Canoa, Batel, Avda. de Cantabria, Carabela, Galeón, Avda. de la Hispanidad, Avda. Central, Cañada Real de Merinas, Medina de Pomar y Trespaderne | Trespaderne, Cañada Real de Merinas, Avda. Central, Bergantín, Avda. de Cantabria, Batel, Obenque y Avda. de América |
| 115               | Avda. de América, Avda. de la Hispanidad, Avda. de Cantabria, Corbeta, Manuel Aguilar Muñoz, P.º Alameda de Osuna, Los Brezos, Avda. de Logroño, Avda. General, Plaza Mayor de Barajas y Pza. Nuestra Señora de Loreto | Pza. Nuestra Señora de Loreto, Plaza Mayor de Barajas, Avda. General, Avda. de Logroño, Manuel Aguilar Muñoz, Avda. de Cantabria, Avda. de la Hispanidad y Avda. de América |
| 122               | Avda. Consejo de Europa, Glorieta S.A.R. Don Juan de Borbón y Battemberg y Avda. Capital de España - Madrid | Avda. Consejo de Europa, Glorieta S.A.R. Don Juan de Borbón y Battemberg y Avda. Capital de España - Madrid |
| 151               | Jardines de Aranjuez, P.º Alameda de Osuna, Carabela, Corbeta, Manuel Aguilar Muñoz, P.º Alameda de Osuna, Los Brezos, Bahía de Almería, Bahía de Palma, Bahía de la Concha, Valhondo, Playa de Barlovento, Playa de Zarauz, Playa de América y Playa de Riazor | Playa de Riazor, Playa de América, Playa de Zarauz, Playa de Barlovento, Valhondo, Bahía de la Concha, Bahía de Pollensa, Bahía de Palma, Avda. de Logroño, Manuel Aguilar Muñoz, Avda. de Cantabria, Avda. de la Hispanidad y Avda. de América |
| 166               | Trespaderne, Plaza del Mar, Plaza del Navío, Carabela, Manuel Aguilar Muñoz, P.º Alameda de Osuna, Los Brezos, Avda. Logroño, Bahía de Almería, Bahía de Palma, Bahía de Pollensa, Bahía de la Concha, Valhondo, Playa de Barlovento, Playa de Zarauz, Playa América, Playa de Rizor, Avda. Logroño, Algemesí, General, Planeta y Alar de Rey                                                      | Avda. Logroño, Ariadna, Gonzalo de Céspedes, Algemesí, Playa de Rizor, Playa América, Playa de Zarauz, Playa de Barlovento, Valhondo, Bahía de la Concha, Bahía de Pollensa, Bahía de Palma, Bahía de Cádiz, Avda. Logroño, Manuel Aguilar Muñoz, avda. Cantabria, Plaza del Navío, Carabela, Real de Merinas, Traspaderne, Medina de Pomar, Salinas de Rosío y Traspaderne             |
| 171               | Glorieta Río Urubamba, Ribera del Sena, M-11, Francisco Umbral, Glorieta Manuel Muñoz Monasterio, Glorieta Isidro González Velázquez, Avda. Fuerzas Armadas, Glorieta Antonio Perpiñá, Juan Antonio Samaranch y Glorieta José María García de Paredes | |
| 174               | Glorieta Isidro González Velázquez, Avda. Fuerzas Armadas, Glorieta Antonio Perpiñá, Juan Antonio Samaranch y Glorieta José María García de Paredes | |
| 200               | Aeropuerto T1-Salidas, Aeropuerto T2-Salidas y Aeropuerto T4 (llegadas) | Aeropuerto T4 (llegadas), Aeropuerto T3, Aeropuerto T2-Salidas, Aeropuerto T1-Salidas y Canillejas |
| Exprés Aeropuerto | Aeropuerto T1-Salidas, Aeropuerto T2-Salidas y Aeropuerto T4 (llegadas) | Aeropuerto T4 (llegadas), Aeropuerto T2-Salidas y Aeropuerto T1-Salidas |
| SE709             | Avda. Capital de España - Madrid, Avda. Partenón, Glorieta de Hamburgo, Vía de Dublín, Camino de Sintra, M-11, Avda. Alejandro de la Sota, Glorieta Luis Blanco Soler, Glorieta Antonio Perpiñá, Avda. Fuerzas Armadas, Glorieta Antonio Chenel "Antoñete" y Avda. Manuel Fraga Iribarne | Avda. Manuel Fraga Iribarne, Glorieta Antonio Chenel "Antoñete", Avda. Fuerzas Armadas, Glorieta Antonio Perpiñá, Avda. Alejandro de la Sota, Glorieta Luis Blanco Soler, M-11, Vía de Dublín, Glorieta de Hamburgo, Avda. del Partenón y Avda. Capital de España - Madrid |
| BR1               | Hospital Isabel Zendal y Valdebebas Cercanías | Hospital Isabel Zendal y Valdebebas Cercanías |
| 211 212 213       | Avda. de Logroño y Ctra. M-111 | Avda. de Logroño y Ctra. M-111 |
| 256 263           | Pza. Pajarones y Ctra. M-111 | Pza. Pajarones y Ctra. M-111 |
| 822               | Aeropuerto de Madrid-Barajas (terminal 1) y Avda. Central | Aeropuerto de Madrid-Barajas (terminal 1) y Avda. Central |
| 824               | Aeropuerto de Madrid-Barajas (terminales 1 y 2) y Avda. Central | Aeropuerto de Madrid-Barajas (terminales 1 y 2) y Avda. Central |
| 827               | Avda. de Logroño y Aeropuerto de Madrid-Barajas (terminal 4) | Avda. de Logroño y Aeropuerto de Madrid-Barajas (terminal 4) |
| 828               | Avda. Consejo de Europa, Avda. Capital de España - Madrid, Avda. Partenón, Vía de Dublín, Ariadna, Avda. de Logroño y Aeropuerto de Madrid-Barajas (terminal 4) | Avda. Consejo de Europa, Avda. Capital de España - Madrid, Avda. Partenón, Vía de Dublín, Ariadna, Avda. de Logroño y Aeropuerto de Madrid-Barajas (terminal 4) |
| N2                | Glorieta Isidro González Velázquez, Avda. Fuerzas Armadas, Glorieta Antonio Perpiñá, Juan Antonio Samaranch y Glorieta José María García de Paredes | |
| N4                | Medina de Pomar, Trespaderne, Cañada Real de Merinas, Bergantín, Avda. de Cantabria, Manuel Aguilar Muñoz, Avda. de Logroño, Avda. General, Pza. Mayor de Barajas | Pza. Mayor de Barajas, Avda. General, Avda. de Logroño, Manuel Aguilar Muñoz, Avda. de Cantabria, Avda. de la Hispanidad y Avda. de América |
| Exprés Aeropuerto | Aeropuerto T1-Salidas, Aeropuerto T2-Salidas y Aeropuerto T4 (llegadas) | Aeropuerto T4 (llegadas), Aeropuerto T2-Salidas y Aeropuerto T1-Salidas |

Además de estas líneas, sirven de forma marginal al distrito aquellas líneas con paradas en la A-2 próximas al barrio de Aeropuerto o de Alameda de Osuna.

## Centros de salud
El distrito cuenta con dos centros de salud, uno en el barrio de la Alameda de Osuna y otro en el barrio de Timón, que hasta 2013 contaba con un servicio de Urgencias las 24 horas. 
Desde junio de 2013 se están llevando a cabo numerosas actuaciones vecinales organizadas por la Asamblea Popular Alameda-Barajas, dado que la Comunidad de Madrid se propuso cerrar las Urgencias del distrito y finalmente lo consiguió en octubre de ese año. Actualmente este colectivo, junto con la Asociación Vecinal Plus Ultra y vecinos y vecinas a título individual, sigue pidiendo la reapertura total 24 horas los 365 días para este servicio, que da cobertura a más de 46 000 vecinos/as más población flotante (hoteles, aeropuerto, etc.).

## Vecinos ilustres
Personajes que han habitado en el distrito:
- Miembros del ducado de Osuna
- Gumersindo Llorente Julián (1867-1931) y Fermina Sevillano Sevillano (1872-1926) patriarcas de la familia Llorente.
- Enrique Gracia, escritor y divulgador cultural
- Sofía Mazagatos, Miss España 1991
- Alejandro Amenábar, director de Cine, ganador de un Óscar
- Virginia Ruano, tenista, ganadora de 10 Grand Slams y de dos medallas olímpicas
- Rubén Pozo Prats (Rubén) y José Miguel Conejo Torres (Leiva), integrantes del grupo Pereza
- Juan José Millás, escritor
- Julián Lago, periodista
- Coque Contreras, exfutbolista
- Fabio McNamara, cantante
- Marta Reyero, periodista
- Le Punk, grupo musical
- Boa Mistura, colectivo de artistas urbanos
- Chechu Biriukov, jugador de baloncesto del Real Madrid
- Lolo Sáinz, entrenador de baloncesto del Real Madrid.

## Educación
En el distrito de Barajas, hay 10 escuelas infantiles (dos públicas y ocho privadas), cuatro colegios públicos de educación infantil y primaria y un instituto de educación secundaria (IES Alameda de Osuna) y de ciclos de formación profesional y de grado medio en (IES Barajas).

## Administración y política
| Partidos        | Votos  | Porcentaje |
| --------------- | ------ | ---------- |
| PP              | 13 090 | 49,63 %    |
| Más Madrid      | 4105   | 15,57 %    |
| PSOE            | 3987   | 15,12 %    |
| Vox             | 2498   | 9,47 %     |
| CS              | 1016   | 3,85 %     |
| UP              | 947    | 3,59 %     |
| PACMA           | 138    | 0,52 %     |
| Recupera Madrid | 106    | 0,40 %     |

*Solamente se representan partidos con un porcentaje superior al 0,4% de los votos.